# Joseph Trần Văn Toản
Joseph Trần Văn Toản (Tam Kỳ, 7 aprile 1955) è un vescovo cattolico vietnamita, dal 23 febbraio 2019 vescovo di Long Xuyên.

## Biografia

### Infanzia e formazione
Joseph Trần Văn Toản è nato il 7 aprile 1955 a Tam Kỳ nella provincia di Quang Nam, primogenito di una famiglia profondamente cattolica originaria di Thái Bình e fuggita poi al sud alla fine della guerra stabilendosi a Cần Thơ. Sentita fin da bambino la vocazione religiosa, nel 1966 ha iniziato il suo percorso di studi religiosi nel seminario minore di Long Xuyên fino al 1974 e successivamente nel seminario maggiore fino al 1980, sempre a Long Xuyên. Per più di dieci anni ha prestato servizio volontario presso le parrocchie di Môi Khôi a Láng Sen e di Thạnh Quới nella diocesi di Long Xuyên, in attesa che il governo autorizzasse la sua ordinazione sacerdotale.

### Ministero sacerdotale
È stato ordinato diacono il 28 novembre 1988 e presbitero il 16 gennaio 1992 in entrambe le occasioni dal vescovo Jean Baptiste Bùi Tuần, incardinandosi nella diocesi di Long Xuyên. Dopo l'ordinazione sacerdotale è stato vicario parrocchiale di Môi Khôi fino al 1999 quando è stato inviato a Manila per studiare presso la De La Salle University, conseguendo il dottorato in educazione nel 2005. Tornato in Vietnam è stato nominato direttore del centro pastorale e coordinatore delle attività pastorali e missionarie della diocesi e rettore del seminario minore Santa Teresa; è stato anche professore di missiologia per il seminario maggiore interdiocesano di Cần Thơ.

### Ministero episcopale
Il 5 aprile 2014 papa Francesco lo ha nominato vescovo ausiliare di Long Xuyên, assegnandogli la sede titolare di Acalisso.
Ha ricevuto l'ordinazione episcopale il 29 maggio seguente per imposizione delle mani del vescovo Joseph Trần Xuân Tiếu. 
Tre anni dopo, il 25 agosto 2017, è stato nominato vescovo coadiutore della medesima sede. Subentrò al governo della diocesi il 23 febbraio 2019, giorno del ritiro del suo predecessore.
In seno alla conferenza episcopale del Vietnam è stato eletto presidente della commissione per i laici per tre mandati consecutivi fin dal 2016.

## Genealogia episcopale
La genealogia episcopale è:
- Patriarca Eliya XII Denha
- Patriarca Yukhannan VIII Hormizd
- Vescovo Isaie Jesu-Yab-Jean Guriel
- Arcivescovo Augustin Hindi
- Patriarca Yosep VI Audo
- Patriarca Eliya XIV Abulyonan
- Patriarca Yosep Emmanuel II Thoma
- Vescovo François David
- Arcivescovo Antonin-Fernand Drapier, O.P.
- Arcivescovo Pierre Martin Ngô Đình Thục
- Vescovo Michel Nguyễn Khắc Ngữ
- Vescovo Jean Baptiste Bùi Tuần
- Vescovo Joseph Trần Xuân Tiếu
- Vescovo Joseph Trần Văn Toản